# 일반교통방해죄
일반교통방해죄(一般交通妨害罪)는 대한민국 형법상 범죄로 도로를 손괴하거나 도로에 장애물을 설치하여 교통을 방해하는 행위를 처벌한다.형법 제185조의 일반교통방해죄는 일반 공중의 교통안전을 그 보호법익으로 하는 범죄로서 육로 등을 손괴 또는 불통케 하거나 기타의 방법으로 교통을 방해하여 통행을 불가능하게 하거나 현저하게 곤란하게 하는 일체의 행위를 처벌하는 것을 그 목적으로 한다. 예비·음모의 처벌규정이 없다.

## 사법 통계
| 연도         | 계   | 기소 [구속 / 불구속] | 불기소 | 기타 |
| ------------ | ---- | -------------------- | ------ | ---- |
| 2006년       | 1274 | 7 / 984              | 277    | 6    |
| 2007년       | 1541 | 18 / 1211            | 298    | 14   |
| 2008년       | 1605 | 12 / 1244            | 344    | 5    |
| 2009년       | 1903 | 6 / 1440             | 447    | 10   |
| 2010년       | 1557 | 4 / 1053             | 488    | 12   |
| 2011년       | 1738 | 5 / 1170             | 538    | 25   |
| 2012년       | 1964 | 9 / 1352             | 573    | 30   |
| 2013년       | 2115 | 7 / 1528             | 543    | 37   |
| ~2014년 10월 | 1932 | 14 / 1410            | 501    | 7    |

## 논란
2005년 ~ 2014년 사이에 일반교통방해 입건된 수가 2배가 증가한 가운데 일반교통방해죄로 형사처분된 건수는 2013년 1천565건(중에서 기소는 812건)에서 2016년 2천412건(중에서 기소는 1274건)으로 늘었다. 이에 대하여 “일반교통방해죄 입건된 사람들이 모두 집회와 시위 참가자는 아니겠지만 같은 기간 집시법 위반 입건이 소폭 줄어든 점을 고려하면 집회, 시위 참여자에게 집시법 대신 일반교통방해죄를 적용했을 가능성이 있다”고 지적이 있자 박상기 대한민국의 법무부 장관 후보자는 대한민국 국회 인사청문회에서 “시위에 있어서 교통방해죄를 적용하는 문제가 사실상 본래의 입법목적에 비춰봐서는 좀 맞지 않는 법 적용입니다. 앞으로 그 문제에 대해서 신중히 검토를 해보겠습니다.”고 밝혔다. 도로교통법 제9조 행렬 등의 통행에서 "학생의 대열과 그 밖에 보행자의 통행에 지장을 줄 우려가 있다고 인정하여 대통령령으로 정하는 사람이나 행렬은 차도로 통행할 수 있다."고 하면서 행렬의 구체적인 내용에 대해 같은 법 시행령에서 기(旗) 또는 현수막 등을 휴대한 행렬을 정하고 있다.
이와 관련하여 법원은 "피고인이 집회에 참가할 당시는 이미 경찰이 차벽을 설치하고 그 일대의 교통을 차단·통제하는 상황이었다"면 "직접 교통방해를 유발했다거나 기여했다고 보기 어렵다"는 이유로 일반교통방해에 대해 무죄를 선고하나 “피고인이 집회 신고 범위를 알았거나 경찰의 해산명령을 들었음에도 미신고된 장소에서의 행진을 계속했다는 점이 합리적 의심의 여지없이 입증됐다고 단정하기 어렵고, 신고된 범위의 현저한 일탈에 가담한다는 인식 아래 교통방해를 유발하는 직접적 행위로서 행진에 참가하거나 전체 차로 점거나 연좌 등에 가담했다고 볼 증거가 없다"는 이유로 무죄를 선고하거나 "집회 참가자들 사이에서 서로의 행위를 인식하며 암묵적·순차적인 의사의 결합이 이뤄졌다"며 “집회의 위법성을 인식한 상태에서 도로점거 등 교통을 방해했다"는 이유로 유죄를 선고한다.

## 헌법소원 심판
형법 제185조의 교통방해죄 사건(2010.3.25. 2009헌가2)는 중요 헌법재판소 판례이다.

### 사실관계
갑은 한미FTA반대시위 중 집회 행진을 하여 차량의 소통을 불가능하게 함으로써 교통을 방해하였다는 공소사실로 약식 기소되어 벌금 100만 원의 형을 선고받자, 이에 불복하여 항소하면서 형법 제185조에 대하여 위헌법률심판제청신청을 하였고 제청법원은 형법 제185조가 죄형법정주의의 명확성의 원칙에 위반되고, 과잉금지원칙에 반하여 신체이동의 자유와 집회, 시위의 자유를 침해한다는 등의 이유로 위 조항에 대하여 이 사건 위헌법률심판을 제청하였다. 이에 헌법재판소는 헌법상 권리가 침해되지 않도록 적용상의 유의를 해야 한다고 하면서 합헌 결정했다,

### 관련조문
제185조 (일반교통방해) 육로, 수로 또는 교량을 손괴 또는 불통하게 하거나 기타 방법으로 교통을 방해한 자는 10년이하의 징역 또는 1천500만원이하의 벌금에 처한다(개정 95.12.29)

### 결론
합헌

### 이유
'기타 방법'은 예시적 입법형식을 취하고 있다. 육로를 손괴하여 교통을 방해하는 행위와 육로를 불통하게 하여 교통을 방해하는 행위인데, 이는 교통방해를 초래하는 가장 전형적인 행위태양을 예시한 것으로 '기타의 방법'에 의한 교통방해 역시 육로 등을 손괴하거나 불통하게 하는 행위에 준하여 의도적으로, 또한 직접적으로 교통장해를 발생시키거나 교통의 안전을 위협하는 행위를 하여 교통을 방해하는 경우를 의미한다. 예시하는 육로 등을 손괴하거나 불통하게 하는 행위는 '기타의 방법'을 해석하는 유용한 판단지침을 이루고 있다.

#### 과잉입법여부
이 사건 법률조항은 직접 집회의 자유를 제한하는 것은 아니다. 집회의 자유에 의하여 더 이상 보호될 수 없는 집회 또는 시위로 인한 교통방해를 다른 일반적인 교통의 방해와 마찬가지로 형사처벌하는 것은 집회의 자유의 제한에 관한 문제를 발생시키지 않는다. 집회의 자유의 행사로 인하여 필연적으로 발생하고, 회피되기 어려운 일정한 교통의 방해의 경우는 사회상규에 반하지 아니하는 행위로서 위법성이 인정될 수 없고, 이 사건 법률조항에 의한 형사처벌의 대상이 될 수 없다.
이 사건 법률조항은 차량의 통행을 불가능하게 하거나 현저히 곤란하게 할 위험이 있는 때에 한하여 적용되는 것이 아니라, 도보에 의한 통행을 불가능하게 하는 경우에도 적용될 수 있는 중립적인 규정이다. 차량에 의한 신체이동을 도보에 의한 신체이동보다 우위에 두고 도보에 의한 신체이동의 자유를 침해하는 것이라 볼 수 없다.

## 판례

### 과실일반교통방해죄
업무상 과실로 교량을 손괴하여 자동차의 교통을 방해하고 그 결과 승객이 탑승한 자동차를 교량에서 추락시킨 경우에는 업무상 과실일반교통방해죄와 업무상 과실자동차추락죄가 성립하고, 양 죄는 상상적 경합관계에 있다.

### 교통 방해
- 일반교통방해죄는 교통이 불가능하거나 현저히 곤란한 상태가 발생하면 바로 기수가 되고 교통방해의 결과가 현실적으로 발생해야 하는 것은 아니다.[10]

### 일반교통방해치사상죄
甲이 고속도로 2차로를 따라 자동차를 운전하다가 1차로를 진행하던 乙의 차량 앞에 급 하게 끼어든 후 곧바로 정차하여, 乙의 차량 및 이를 뒤따르던 차량 두 대는 급정차하였으나, 그 뒤를 따라오던 丙의 차량이 앞의 차량들을 연쇄적으로 추돌케 하여 丙을 사망에 이르게 하고 나머지 차량 운전자 등에게 상해를 입혔다면 甲에게는 일반교통방해치사상죄가 성립한다.

### 일반교통방해죄 부정
공항 여객터미널 버스정류장 앞 도로 중 공항리무진 버스 외의 다른 차의 주차가 금지된 구역에서 밴 차량을 40분간 불법주차하고 호객행위를 한 것만으로는 일반교통방해죄에 해당하지 아니한다.

### 일반교통방해죄 긍정
- 서울 중구 소공동의 왕복 4차로의 도로 중 편도 3개 차로 쪽에 차량 2, 3대와 간이테이블 수십개를 이용하여 길가쪽 2개 차로를 차지하는 포장마차를 설치하고 영업행위를 한 것은, 비록 행위가 교통량이 상대적으로 적은 야간에 이루어졌다 하더라도 일반교통방해죄를 구성한다.[13]
- 甲이 주민들이 농기계 등으로 그 주변의 농경지나 임야에 통행하기 위해 이용하는 자신 소유의 도로에 깊이 1m 정도의 구덩이를 판 경우 자구행위나 정당행위에 해당하지 않는다.[14]
- 가옥 앞 도로에 피고인이 주차등의 목적으로 도로에 트랙터, 차량 등을 세워두는 것은 육로의 차량과 사람, 물자의 통행을 일시적으로 방해한 경우[15]
- 불특정 다수인의 통행로로 이용되어 오던 도로의 토지 일부의 소유자라 하더라도 그 도로의 중간에 바위를 놓아두거나 이를 파헤침으로써 차량의 통행을 못하게 한 행위[16]
- 집회 또는 시위가 당초 신고된 범위를 현저히 일탈하거나 (구) 집회및시위에관한법률 제12조에 의한 조건을 중대하게 위반하여 도로 교통을 방해함으로써 통행을 불가능하게 하거나 현저하게 곤란하게 하는 경우[17]
- 도로가 농가의 영농을 위한 경운기나 리어카 등의 통행을 위한 농로로 개설되었다 하더라도 그 도로가 사실상 일반 공중의 왕래에 공용되는 도로로 된 이상 경운기나 리어카 등만 통행할 수 있는 것이 아니고 다른 차량도 통행할 수 있는 것이므로 이러한 차량의 통행을 방해한 경우[18].

### 육로의 의미
- 목장 소유자가 목장운영을 위해 목장용지 내에 임도를 개설하고 차량 출입을 통제하면서 인근 주민들의 일부 통행을 부수적으로 묵인한 경우, 위 임도는 불특정 다수인 또는 차마가 자유롭게 통행할 수 있는 공공성을 지닌 장소가 아니어서 일반교통방해죄의 ‘육로’에 해당하지 않는다[19]
- 구도로 옆으로 신도로가 개설되었다 하더라도 구도로가 여전히 일반공중의 왕래에 공용되고 있다면 형법 제185조 소정의 ‘육로’에 해당한다[20]
- 토지의 소유자가 자신의 토지의 한쪽 부분을 일시 공터로 두었을 때 인근주민들이 위 토지의 동서쪽에 있는 도로에 이르는 지름길로 일시 이용한 적이 있다 하여도 이를 일반공중의 내왕에 공용되는 도로하고 할 수 없으므로 형법 제185조 소정의 육로로 볼 수 없다[21]

### 일반교통방해죄 부정
- 공로에 출입할 수 있는 다른 도로가 있는 상태에서 토지소유자로부터 일시적인 사용승낙을 받아 통행하거나 토지소유자가 개인적으로 사용하면서 부수적으로 타인의 통행을 묵인한 장소에 불과한 도로에 가드레일을 설치하는 행위는 일반교통방해죄로는 처벌되지 아니한다.[22]
- 피고인 등 약 600명의 노동조합원들이 왕복 4차로 중 2개 차로 상에서 행진시위를 함으로써 차량의 소통이 방해되었다 하더라도 일반교통방해죄를 적용할 수 없다[23].
- 형법 185조의 일반교통방해죄는 일반 공중의 교통안전을 그 보호법익으로 하는 범죄로서 육로 등을 손괴 또는 불통하게 하거나 기타의 방법으로 교통을 방해하여 통행을 불가능하게 하거나 현저하게 곤란하게 하는 일체의 행위를 처벌하는 것을 그 목적으로 하는 것으로서, 피고인이 포터트럭을 도로변의 노상 주차장에 주차된 차량들 옆으로 바짝 붙여 주차시키기는 하였지만 그 옆으로 다소 불편하기는 하겠으나 다른 차량들이 충분히 지나갈 수 있었을 것으로 보인다면 일반교통방해죄로 처벌하기 어렵다[24].
- 피고인의 가옥 앞 도로가 폐기물 운반 차량의 통행로로 이용되어 가옥 일부에 균열 등이 발생하자 피고인이 위 도로에 트랙터를 세워두거나 철책 펜스를 설치함으로써 위 차량의 통행을 불가능하게 한 경우는 일반교통방해죄에 해당하나, 위 차량들의 앞을 가로막고 앉아서 통행을 일시적으로 방해한 경우는 일반교통방해죄에 해당하지 않는다.[25]

### 기수
- 일반교통방해죄는 이른바 추상적 위험범으로서 교통이 불가능하거나 또는 현저히 곤란한 상태가 발생하면 바로 기수가 되고 교통방해의 결과가 현실적으로 발생하여야 하는 것은 아니다[26]

## 참고 문헌
- 조현욱. (2018). 차량교통이 통제된 도로에서 진행된 집회 · 시위에 참가한 사람에 대한 일반교통방해죄 성립 여부. 저스티스,(168), 331-356.
- 하태훈. (2014). 명확성의 원칙과 일반교통방해죄(형법 제185조)의 예시적 입법형식. 형사법연구, 26(2), 263-284.
- 신은영. (2012). 집회․시위에 대한 형법 제185조 (일반교통방해죄) 적용의 문제점. 안암법학,(37), 297-329.
- 임태규. (2023). 일반교통방해죄의 육로의 개념에 대하여. 고려법학,(111), 171-210.
- 한인섭. (2009). 일반교통방해죄와 집회시위에의 그 적용을 둘러싼 문제. 형사법연구, 21(1), 353-374.
- 우인성. (2021). 통행권 없는 자에 대한 통행 금지와 일반교통방해죄의 성립 여부- 대법원 1988. 4. 25. 선고 88도18 판결 검토. 사법, 1(56), 461-506.
- 이희훈. (2011). 일반 교통방해죄와 외교기관 인근 집회·시위 금지에 대한 헌법적 평가 ― 헌법재판소 2010. 03. 25. 선고, 2009헌가2 결정과 헌법재판소 2010.10. 28. 선고, 2010헌마111 결정에 대한 비판을 중심으로 ―. 공법연구, 39(3), 265-292.

## 같이 보기
- 대한민국 형법 제185조